# Friends of Jo Cox
Friends of Jo Cox ist ein Benefiz-Musikprojekt britischer Popstars und Politiker, das Ende 2016 von Steve Harley ins Leben gerufen wurde, um an die Ermordung der Abgeordneten Jo Cox zu erinnern. Die eingespielte Single You Can’t Always Get What You Want, eine Coverversion des Hits der Rolling Stones, ist bei den britischen Buchmachern der Favorit auf die Weihnachts-Nummer-eins.

## Hintergrund
Betroffen von der Ermordung von Jo Cox am 16. Juni 2016 tat sich Harley mit den Musikern Ricky Wilson, KT Tunstall und David Gray zusammen, um in ihrem Namen eine Single aufzunehmen. Den Musikern schlossen sich die Band MP4 sowie vier britische Unterhausabgeordnete der Parteien Labour, Conservatives und SNP an. Ergänzt wurde das Projekt durch den Parlamentschor und den Royal Opera House Thurrock Community Chorus. Studenten des National College Creative Industries halfen bei der Produktion und bei der Herstellung des begleitenden Musikvideos.
Die Single erschien am 16. Dezember 2016. Alle Einnahmen gehen zugunsten der Jo Cox Foundation. Der Schatzkanzler Philip Hammond kündigte zudem an, dass auch alle Einnahmen aus der Mehrwertsteuer wohltätigen Zwecken zufließen werden. In einer Fragestunde im Parlament riefen der Oppositionsführer Jeremy Corbyn und Premierministerin Theresa May die Bevölkerung auf, die Single herunterzuladen.

## Diskografie
Singles
- 2016: You Can’t Always Get What You Want